# Gustav von Bonstetten
Freiherr Gustav Karl von Bonstetten von Rougemont (* 16. Februar 1816 in Bern; † 9. März 1892 in Hyères) war ein Schweizer Archäologe.

## Leben
Gustav von Bonstetten entstammte der Berner Linie des uradligen Hauses von Bonstetten und war der Sohn von Karl David von Bonstetten (* 6. Juli 1783 in Bern; † 5. Februar 1851 ebenda), Gutsbesitzer von Valeyres-sous-Rances und Kammerherr am bayrischen Hof und dessen Ehefrau Sophie Elisabetha (* 4. Dezember 1783 in Bern; † 2. Januar 1865 ebenda), eine Tochter von Friedrich von Graffenried (1759–1798), Schultheiß und Hauptmann. Sein Großvater war der Schriftsteller Karl Viktor von Bonstetten. Er unternahm Studienreisen nach Deutschland, Italien und in den Orient. 1841 liess er sich als Privatgelehrter mit wechselnden Wohnsitzen in Bern, Thun, Valeyres-sous-Rances, Paris und Hyères nieder; allerdings verzichtete er 1878, nach seiner Konversion zum Katholizismus auf das Berner Bürgerrecht und bürgerte sich im solothurnischen Rüttenen ein.

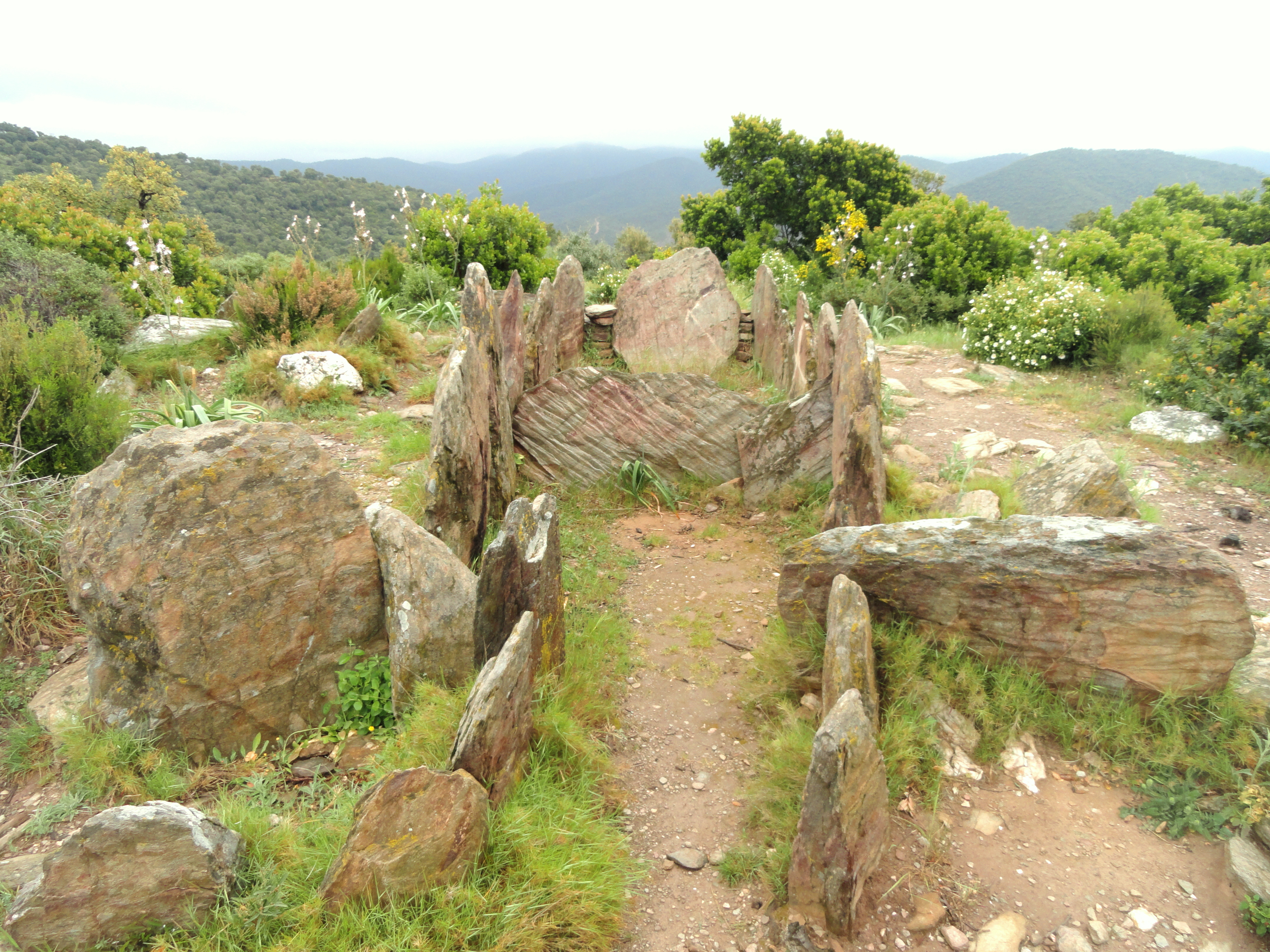
Dolmen von Gaoutabry

Er begann in den 1840er Jahren, gemeinsam mit dem Archäologen Albert Jahn, mit der systematischen Durchforschung schweizerischer Grabhügel und Grabstätten im Kanton Bern sowie in der Westschweiz, deren Ergebnisse er in verschiedenen Publikationen vorlegte. Weiterhin führte er umfangreiche archäologische Grabungstätigkeiten in Südfrankreich durch und legte 1845 ein prachtvolles Mosaik in Orbe frei, das allerdings bereits im darauffolgenden Jahr fast völlig zerstört wurde. Er war auch der Entdecker der Dolmen von Gaoutabry. Seine, durch Käufe abgerundete Sammlung ur- und frühgeschichtlicher Altertümer schenkte er 1873 dem Antiquarium der Stadt Bern; sie bildete einen Grundstock des heutigen Historischen Museums Bern. Er begründete auch das Museum für Kunst und Geschichte in Draguignan.
Gustav von Bonstetten war seit 1844 mit Germaine Adelheid Mathilde (* 28. September 1823; † 5. Mai 1903), Tochter des Bankiers Dyonis Maria de Rougemont (1791–1863), dessen Vater Denis de Rougemont der zweitgrösste Aktionär bei der Gründung der Banque de France war, verheiratet. Gemeinsam adoptierten sie eine Tochter: Bertha von Bonstetten (* 4. Januar 1864 in Paris; † 1930), verheiratet mit Paul Heinrich Rudolf Melchior von Reding-Biberegg (1859–1929), Landammann des Kanton Schwyz, Nationalrat und Oberst.

### Schriftstellerisches Wirken
Gustav von Bonstetten war der Verfasser von reich illustrierten Publikationen und veröffentlichte kleine Notizen im Anzeiger für schweizerische Geschichte und Altertumskunde sowie in der Historischen Zeitung und in den Abhandlungen des Historischen Vereins von Bern. Als sein Hauptwerk gilt die dreibändige Schrift Recueil d’antiquités suisses. Außerdem gab er von 1870 bis 1888 archäologische Karten der Kantone Bern, Waadt, Freiburg und vom französischen Departement Var heraus.

## Mitgliedschaften
- Mitglied der Allgemeinen Geschichtsforschenden Gesellschaft.
- Mitglied der Société d’Histoire de la Suisse Romande.
- Mitglied des V-örtigen (fünförtigen) Vereins.
- Mitglied der Vaterländischen Gesellschaft für Erhaltung historischer Denkmäler.
- Mitglied der Antiquarische Gesellschaft in Zürich.
- Mitglied der historisch-geographischen Gesellschaft von Italien.
- Mitglied der Schwedischen Gesellschaft für Anthropologie und Geographie.

## Ehrungen und Auszeichnungen
- In Wien wurde er 1841 durch Kaiser Ferdinand I. zum Kammerherrn ernannt.

## Schriften (Auswahl)
- Romans et épopées chevaleresques de l’Allemagne au moyen age. Leipzig 1847.
- Notice sur les tombelles d’Anet, Canton de Berne. Bern, Haller 1849.
- Notice sur les armeset chariots de guerre découverts à Tiefenau près de Berne en 1851. Lausanne 1852
- Recueil d’antiquités suisses. Bern 1855.
- Essais sur les dolmens et mennirs. Genf 1865.
- Carte archéologique du Canton de Berne. Genf 1870.
- Carte archéologique du Canton de Vaud. Toulon 1874.
- Carte archéologique du Canton de Fribourg. Genf 1878.
- Carte archéologique du Département du Var. Toulon 1888.